# 만다라 (영화)
"만다라"는 1981년에 개봉한 대한민국의 영화이다. 동명 소설 《만다라》를 원작으로 한다. 임권택이 감독하였으며, 전무송, 안성기 등이 출연하였다.

## 캐스팅
- 전무송: 지산 역
- 안성기: 법운 역
- 방희
- 기정수
- 윤양하
- 임옥경
- 박정자
- 박암
- 최성관
- 김우빈
- 이정애
- 나정옥
- 신양균
- 성명순
- 정지희
- 국정숙
- 이장미
- 나갑성
- 오중근
- 강유일